# 任理卿
任理卿（1895年—1992年），又名尚武，笔名抱一，湖南湘阴人。是一位中国纺织学家。

## 生平
早年毕业于南通纺织专门学校，后留学美国罗威尔纺织学院，毕业后转入北卡罗来纳州立大学，获纺织硕士学位。回国后，担任湖南第一纱厂工程师，中国东北大学纺织教授。1945年，任上海恒丰纱厂工程师兼厂长。中华人民共和国成立后，担任纺织科学研究部副院长。

## 著作
著有《纱厂管理学》、《细纱机之研究》等。